# Classe no 1 (chasseur de sous-marin)
Pour les articles homonymes, voir Classe No 1.
 (septembre 2016).
La Classe No 1 est une classe de chasseurs de sous-marin de la Marine impériale japonaise. Ces trois navires de lutte anti-sous-marine ont été construits entre 1933 et 1936 dans le cadre du Programme Maru 1 et du Programme Maru 2.

## Contexte
Durant la Première Guerre mondiale les premiers sous-marins allemands ont fait preuve de leur efficacité. La Marine impériale japonaise a étudié la conception d'un chasseur de sous-marins pour sa défense côtière plus rapide que ses sous-marins de classe Kaidai III.

## Conception
Le Département technique de la marine impériale japonaise (Kampon) demande un faible tirant d'eau pour pouvoir atteindre 24 nœuds.

Les No 1 et No 2 sont achevés en mars 1934 et sont affectés à la 1re Division de chasseur de l'Escadron naval de défense de Yokosuka. Leur performance en vitesse n'est pas à la hauteur de la demande et ils sont renvoyés au chantier naval de la Compagnie des docks d'Uraga dès juillet 1934 pour modifications. Le plan du No 3 devra aussi être révisé.

## Service
Fin 1934 les modifications sont terminées. En octobre 1936, le No 3 les rejoint. 

En 1938, la 1re Division de chasseur est transférée à la Base navale de Shanghai. Le 5 septembre 1941, elle est rattachée à la 2e Flotte de la marine impériale (IJN 2nd Fleet).
Les chasseurs sont engagés, de décembre 1941 à mars 1942 dans la bataille des Philippines puis dans la campagne des Indes orientales néerlandaises.

Le 10 mars 1942, la 1re Division de chasseur rejoint la Force Spéciale no 21 à la base de Surabaya

Le 1er mai 1942, la 1re Division de chasseur est dissoute. Les bâtiments deviennent des escorteurs sur la zone des opérations de Java.

## Les unités
| Nom  | Chantier                                            | Quille        | Lancement        | Service        | Fin de carrière                                 | Photo |
| ---- | --------------------------------------------------- | ------------- | ---------------- | -------------- | ----------------------------------------------- | ----- |
| No 1 | Compagnie des docks d'Uraga Uraga                   | 19 juin 1933  | 23 décembre 1933 | 24 mars 1934   | détruit le 11 juin 1946 par Royal Navy          |       |
| No 2 | Ishikawajima-Harima Heavy Industries Co., Ltd Tokyo | 9 juin 1933   | 20 décembre 1933 | 25 mars 1934   | coulé le 27 juin 1945 par USS Blueback (SS-326) |       |
| No 3 | Asano Shipyard Asano                                | 17 avril 1935 | 6 juin 1936      | 5 octobre 1936 | détruit le 10 août 1946 par Royal Navy          |       |